# Sredstvo za zaštitu drveta
Drvo se lako degradira bez dovoljno očuvanja. Osim strukturalnih mera za očuvanje drveta, postoji niz različitih hemijskih sredstava za zaštitu i procesa (takođe poznati kao tretman drveta, obrada drveta ili tretman pod pritiskom) koji mogu produžiti životni vek drveta, građe i njihovih povezanih proizvoda, uključujući i konstrukciono drvo. Oni generalno povećavaju izdržljivost i otpornost na uništavanje od insekata ili gljivica.

## Hemikalije
Hemijski konzervansi se mogu klasifikovati u tri široke kategorije: konzervansi na bazi vode, konzervansi na bazi ulja i laki konzervansi organskog rastvarača (LOSP).

### Mikronizovani bakar
Tehnologija za zaštitu česticama (mikronizovanog ili dispergovanog) bakra uvedena je u SAD i Evropi. U ovim sistemima, bakar se melje u mikro čestice i suspenduje u vodi umesto da se rastvara, kao što je slučaj sa drugim bakarnim proizvodima kao što su ACQ i bakar azol. U proizvodnji su dva sistema partikulatnog bakra. Jedan sistem koristi kvat biocidni sistem (poznat kao MCQ) i derivat je ACQ. Drugi koristi azolni biocid (poznat kao MCA ili μCA-C) dobijen od azola bakra.
Dva sistema partikulatnog bakra, jedan koji se prodaje kao MicroPro, a drugi kao Wolmanized koristeći μCA-C formulaciju, su postigli sertifikat ekološki poželjnih proizvoda (EPP). EPP sertifikat je izdao Naučni sistemi sertifikacije (SCS) i zasnovan je na komparativnim procenama uticaja na životni ciklus sa industrijskim standardom.
Veličina čestica bakra koja se koristi u „mikronizovanim” bakarnim perlama kreće se od 1 do 700 nm sa prosekom ispod 300 nm. Veće čestice (kao što su stvarne mikronske čestice) bakra ne prodiru na odgovarajući način u zidove ćelija drveta. Ovi mikronizovani konzervansi koriste nano čestice bakarnog oksida ili bakar karbonata, za koje postoji zabrinutost za bezbednost. Grupa za zaštitu životne sredine podnela je peticiju EPA 2011. godine da se opozove registracija proizvoda od mikronizovanog bakra, navodeći bezbednosne probleme.

#### Alkalni kvaternarni bakar
Alkalni kvaternarni bakar (ACK) je konzervans napravljen od bakra, fungicida i kvaternarnog amonijum jedinjenja (kvat) poput didecil dimetil amonijum hlorida, insekticida koji takođe pojačava fungicidni tretman. ACQ je ušao u široku upotrebu u SAD, Evropi, Japanu i Australiji nakon ograničenja na CCA. Njegova upotreba je regulisana nacionalnim i međunarodnim standardima, koji određuju obim upijanja konzervansa potreban za specifičnu upotrebu drveta.

#### Bakar azol
Konzervans bakar azol (označen kao CA-B i CA-C prema Američkom udruženju za zaštitu drveta/AVPA standardima) je glavni konzervans za drvo na bazi bakra koji je ušao u široku upotrebu u Kanadi, SAD, Evropi, Japanu i Australiji nakon ograničenja na CCA. Njegova upotreba je regulisana nacionalnim i međunarodnim standardima, koji određuju obim upijanja konzervansa potreban za konkretnu upotrebu drveta.
Azol bakra je sličan ACK-u, s tom razlikom što je rastvoreni konzervans bakra dopunjen azolnim kobiocidom poput organskih triazola kao što su tebukonazol ili propikonazol, koji se takođe koriste za zaštitu prehrambenih useva, umesto kvat biocida koji se koristi u ACQ. Kobiocid azola daje proizvod azola bakra koji je efikasan pri manjim zadržavanjima nego što je potrebno za ekvivalentne ACQ performanse. Opšti izgled drveta tretiranog bakarnim azolnim konzervansom je sličan CCA sa zelenom bojom.

### Bakar naftenat
Bakar naftenat, izumljen u Danskoj 1911. godine, efikasno se koristio za mnoge primene uključujući: stubove za ogradu, platno, mreže, staklenike, komunalne stubove, železničke veze, košnice i drvene konstrukcije u kontaktu sa zemljom. Bakar naftenat je registrovan kod EPA kao pesticid sa neograničenom upotrebom, tako da ne postoje zahtevi za licenciranje saveznih aplikatora za njegovu upotrebu kao konzervansa za drvo. Bakar naftenat se može nanositi četkom, potapanjem ili tretmanom pod pritiskom.
Univerzitet na Havajima je otkrio da je bakar naftenat u drvetu pri opterećenjima od 1,5 lb/cu ft (24 kg/m3) otporan na napade formozanskih termita. Federalni registar je 19. februara 1981. izložio stav EPA u vezi sa zdravstvenim rizicima povezanim sa raznim konzervansima za drvo. Kao rezultat toga, Služba nacionalnih parkova je preporučila upotrebu bakar-naftenata u svojim objektima kao odobrene zamene za pentahlorofenol, kreozot i neorganske arsenike. U 50-godišnjoj studiji koju su AVPA predstavili 2005. Majk Friman i Daglas Kraford navode: „Ova studija je ponovo procenila stanje obrađenih stubova od drveta u južnom Misisipiju i statistički izračunala novi očekivani životni vek. Utvrđeno je da komercijalni konzervansi za drvo, kao pentahlorofenol u ulju, kreozot i bakar naftenat u ulju, pružao je odličnu zaštitu za stubove, sa životnim vekom koji je sada izračunat na preko 60 godina. Iznenađujuće, kreozot i penta tretirani stubovi sa 75% preporučenog zadržavanja AVPA, a bakar naftenat pri 50% potrebnog zadržavanja AVPA, dalo je odlične performanse na ovoj lokaciji AVPA Hazard Zone 5. Netretirani stubovi južnog bora su trajali 2 godine na ovom mestu za testiranje.“
Standard AWPA M4 za negu proizvoda od drveta tretiranih konzervansima napominje: „Prikladnost sistema zaštite za tretman na terenu biće određena vrstom sredstva za zaštitu koje je prvobitno korišćeno za zaštitu proizvoda i dostupnošću sredstva za zaštitu na terenu. Mnogi proizvodi sa konzervansima nisu upakovani i označeni za upotrebu u široj javnosti, sistem drugačiji od originalnog tretmana će možda morati da se koristi za tretman na terenu. Korisnici trebaju da pažljivo pročitaju i slede uputstva i mere predostrožnosti navedene na etiketi proizvoda kada koriste ove materijale. Bakar-naftenatni konzervansi koji sadrže najmanje 2,0% metala bakra preporučuju se za materijal koji je prvobitno tretiran bakar-naftenatom, pentahlorofenolom, kreozotom, rastvorom kreozota ili konzervansima na bazi vode." Standard M4 je usvojio Međunarodni savet za kodekse (ICC) 2015 Međunarodni građevinski kodeks (IBC) odeljak 2303.1.9 Drvo tretirano konzervansom i 2015 Međunarodni stambeni kodeks (IRC) R317.1.1 Terenski tretman. Američko udruženje državnih zvaničnika za puteve i transport AASHTO je takođe usvojilo AWPA M4 standard.

## Spoljašnje veze
- Non-CCA Wood Preservatives: Guide to Selected Resources - National Pesticide Information Center Архивирано на веб-сајту  (31. октобар 2007)
- Case Studies in Environmental Medicine - Arsenic Toxicity Архивирано на веб-сајту  (4. фебруар 2016)
- Albite (sodium aluminum silicate) mineral
- Information from the U.S. Environmental Protection Agency
- The American Wood Protection Association (AWPA, formerly the American Wood Preservers' Association)
- American Lumber Standards Committee (ALSC)